# Първо българско училище „АБВ“ (Амстердам)
Първо българско училище „АБВ“ е училище на българската общност в град Амстердам, Нидерландия. Създадено е през 2013 г. от Елица Йорданова и Камелия Стефанова. В него се обучават над 200 деца, разпределени в различни групи и класове, на възраст от две до седем години и от I до XII клас. Обучението е съгласувано с програмите на МОН по български език и литература, история и география на България. В училището се помещава и клуб за народни танци и хора, предлагат се курсове по нидерландски и български език и за възрастни, организират се множество културни мероприятия - театри, концерти, фестивали, мюзикъли, представяния на български автори и др. 

## История
Училището е открито през 2013 г. от Елица Йорданова и Камелия Стефанова. През същата година получава финансиране по Националната програма „Роден език и култура зад граница“ на България.В момента работи по Постановление № 90 на Министерския съвет от 29 май 2018 г. за българските неделни училища в чужбина Архив на оригинала от 2024-06-13 в Wayback Machine.. 
Училището е регистрирано в Списъка на българските неделни училища в чужбина за учебната 2024-2025 г.  под номер 182.